# 拉萨勒街
拉萨勒街（LaSalle Street）是美国芝加哥一条重要的南北向街道，以法国探险家勒內-羅貝爾·卡弗利耶·德·拉薩勒命名。

## 卢普区
拉萨勒街穿过卢普区的一段被视为芝加哥的金融区，又被列为西卢普区-拉萨勒街历史街区。其南端为装饰风艺术风格的国家历史地标芝加哥期货交易所大楼。拉塞爾街車站紧邻期货交易所大楼。沿街还有135号装饰风艺术摩天大楼、190号现代摩天大楼、北拉萨勒1号、芝加哥市政厅、219号卢克利大厦等。
这条街被戏称为“大峡谷”，因为两侧均为高大，陡峭的建筑物，而街道相对较窄。

## 河北
拉萨勒街在近北区经过穆迪圣经学院和穆迪教堂。